# Карамазов, Виктор Филимонович
Виктор Филимонович Карама́зов (бел. Віктар Філімонавіч Карамазаў; 27 июня 1934 — 16 августа 2023) — белорусский писатель, сценарист, журналист. Лауреат Государственной премии Белорусской ССР (1990). Член Союза писателей СССР (1969).

## Биография
Родился в семье учителя в городе Чериков Могилёвской области Белорусской ССР.
Окончил отделение журналистики филологического факультета Белорусского государственного университета (1958). Работал ответственным секретарём Чериковской районной газеты «Сацыялістычная перамога», кричевской районной газеты «Шлях сацыялізма», заведовал отделом в межрайонной газете «Новае жыццё» (Кричев). В 1962—1963 годах — собственный корреспондент областной газеты «Магілёўская праўда». С 1964 года работал в белорусской республиканской газете «Звязда» — литсотрудником; заведующим отделом науки, вузов и школ; заведующим отделом литературы и искусства. В 1969—1971 годы был литсотрудником; заведующим отделом культуры газеты «Літаратура і мастацтва»; заведующим отделом художественных фильмов Главной редакции «Телефильм»; членом сценарной редакционной коллегии Белорусского телевидения. С марта 1982 года — заведующий отделом публицистики белорусского литературного журнала «Полымя». В 1982—1986 годы — консультант Союза писателей Белорусской ССР.
Скончался 16 августа 2023 года на 90-м году жизни.

## Творчество
Литературной деятельностью занимается с 1958 года. Автор романов, книг повестей и рассказов, публицистической прозы, эссе, сценариев художественного телевизионного фильма «Зеленые Фрегаты» (поставлен в 1974) и ряда документальных кинолент.
Вышло несколько книг, посвящённых жизни и творчеству ряда белорусских и российских художников (В. Бялыницкого-Бирули, С. Жуковского, Г. Ващенко, А. Бархаткова, Н. Неврева).

### Сборники прозы
- Книга повестей и рассказов бел. «Падранак» («Подранок») (1968)
- Книга повестей и рассказов бел. «Па талым снезе» («По талому снегу») (1973)
- Книга повестей и рассказов бел. «Спіраль» («Спираль») (1974)
- Книга повестей и рассказов бел. «Дзень Барыса і Глеба» («День Бориса и Глеба») (1981)
- Книга повестей и рассказов бел. «Дома» («Дома») (1984)
- Сборник избранного бел. «Дзяльба кабанчыка» («Делёж кабанчика») (1988)
- Книга повестей и рассказов бел. «Аброчны крыж» («Оброчный крест») (1994)
- Сборник избранного бел. «Галуба» («Голубка») (1996)
- Избранное бел. «Выбраныя творы : У 2 т.» («Избранные произведения : в 2 т.») (1997)

### Сборники публицистики
- Книга очерков бел. «Вясёлка сярод зімы : падарожжы» («Радуга среди зимы : путешествия») (1978)
- Повесть-эссе бел. «Глядзіце ў вочы лемуру» («Смотрите в глаза лемуру») (1989)
- Книга очерков бел. «Проста ўспомніў я цябе…» («Просто вспомнил я тебя…») (1989)
- бел. «З вясною ў адным вагоне : Аповесці, эсэ, дзеннік» («С весной в одном вагоне : повести, ессе, дневник») (2002)

### Романы
- бел. «Пушча» («Пуща») (1979; экранизирован в 1988)
- бел. «Бежанцы» («Беженцы») (1993)

### Книги про художников
- бел. «Крыж на зямлі і поўня ў небе : Эскізы, эцюды і споведзь Духу, альбо Аповесць-эсэ жыцця жывапісца і паляўнічага Бялыніцкага-Бірулі» («Крест на земле и месяц в небе») (1991)
- бел. «Брама: аповесць» («Брама : повесть») (2006)
- бел. «Антон : аповесць-эсэ ў стылі рэтра» («Антон : повесть-эссе в стиле ретро») (2006)
- бел. «Краса і воля : Аповесць. Эсэ. Альбом » («Красота и свобода : Повесть. Эссе. Альбом») (2008)
- бел. «Мастак і парабкі : апошняя вясна Мікалая Неўрава» («Художник и батраки : последняя весна Николая Неврева») (2011)

### Сценарии
- сценарий фиаворонок : Повести, рассказы / В. Ф. Карамазов; пер. с бел. — Москва : Советский писатель, 1981. — 430 с.
- Карамазов, В. Ф. Тепло родного очага : Повести / В. Ф. Карамазов; пер. с бел. — Минск : Мастацкая літаратура, 1983. — 334 с.
- Карамазов, В. Ф. Пуща : Роман / В. Ф. Карамазов; Авт. пер. с белольма бел. «Зялёныя фрэгаты» («Зелёные фрегаты») (1974)
- сценарий фильма бел. «Крыж на зямлі і поўня ў небе» («Крест на земле и луна в небе») (1992)

### Издания Виктора Карамазова в переводе на русский язык
- Карамазов, В. Ф. ЖИ.Киреенко. — Москва : Советский писатель, 1988.
- Карамазов, В. Ф. Смотрите в глаза лемуру / В. Ф. Карамазов; пер. с бел. — Минск : Юнацтва, 1989. — 415 с.

## Экранизации
- 1987 — Пуща (по мотивам романа «Пуща») (реж. Валентин Врагов, 2 серии, «Беларусьфильм»)
- 1992 — Крест на земле и луна в небе (по мотивам повести «Крыж на зямлі і поўня ў небе : Эскізы, эцюды і споведзь Духу, альбо Аповесць-эсэ жыцця жывапісца і паляўнічага Бялыніцкага-Бірулі») (реж. Валерий Басов, «Национальная телерадиокомпания Беларуси»)

## Награды и премии
- Государственная премия БССР имени К. Калиновского (1990) — за книгу публицистики «Проста ўспомніў я цябе…».
- орден «Знак Почёта»